# Tolpis azorica
Tolpis azorica é uma espécie endémica das ilhas dos Açores onde surge em todas as ilhas exceto na ilha Graciosa. É pertencente à família Asteraceae.